# 瘤鼻蝮屬
瘤鼻蝮屬（學名：Hypnale）是蛇亞目蝰蛇科蝮亞科下的一個有毒蛇屬，主要包括分布於印度西南部及斯里蘭卡一帶的一種蝮蛇。目前共有3個單型品種已被確認，其下未有任何亞種。所有瘤鼻蝮都有著朝天的鼻孔。

## 特徵
瘤鼻蝮的體長可達55公分，牠們的身體堅硬，相對一般響尾蛇而言則顯得較為瘦長。其尾巴的長度約佔整體長度的14至18%。瘤鼻蝮最大的特色是其碩大的鼻子，每種瘤鼻蝮鼻子都或多或少有朝天的傾向。牠們通常棲息於茂密的樹林裡，也會出沒於雨林、小城鎮中，牠們有時會聚集於接近民居的地方。瘤鼻蝮多於夜間活動，日間則躲於石縫或樹蔭下，陰天時或會四處遊動。瘤鼻蝮並非具備強烈攻擊傾向的毒蛇，除非受到危急的威脅或受了傷，否則不會輕易作出咬擊。牠們主要進食蜥蜴、蛙類、部分蛇類及其它爬蟲類動物所產的蛋，也會進食小型的哺乳類動物。所有瘤鼻蝮都是卵胎生的。

## 地理分布
瘤鼻蝮主要分布於斯里蘭卡及印度。

## 品種
| 品種           | 學名及命名者                  | 異稱 | 地理分布               |
| -------------- | ----------------------------- | ---- | ---------------------- |
| 瘤鼻蝮T        | Hypnale hypnale，Merrem，1820 |      | 印度半島至斯里蘭卡一帶 |
| 斯里蘭卡瘤鼻蝮 | Hypnale nepa，Laurenti，1768  |      | 斯里蘭卡               |
| 華氏瘤鼻蝮     | Hypnale walli，Gloyd，1977    |      | 斯里蘭卡               |

## 備註
1. 1 2 3 4  McDiarmid RW、Campbell JA、Touré T：《Snake Species of the World: A Taxonomic and Geographic Reference, vol. 1》頁511，Herpetologists' League，1999年。ISBN 1-893777-00-6
2. ↑  Brown JH：《Toxicology and Pharmacology of Venoms from Poisonous Snakes》頁184，Springfield，1973年。LCCCN 73-229，ISBN 0-398-02808-7
3. 1 2 3  . ITIS. 2006  [3 November, 2006].
4. 1 2 3 4 5  Gloyd HK、Conant R：《Snakes of the Agkistrodon Complex: A Monographic Review》頁614，爬蟲類研究社，1999年。ISBN 0-916984-20-6

## 外部連結
- （英文）TIGR爬蟲類資料庫：瘤鼻蝮屬
- CalPhotos：瘤鼻蝮圖片1 （页面存档备份，存于）
- CalPhotos：瘤鼻蝮圖片2 （页面存档备份，存于）